# Kazimierz Wiatr
Kazimierz Adam Wiatr (ur. 18 lutego 1955 w Krakowie) – polski naukowiec i polityk, profesor nauk technicznych, profesor zwyczajny AGH, harcmistrz, były przewodniczący Związku Harcerstwa Polskiego rok założenia 1918 oraz Związku Harcerstwa Rzeczypospolitej, dyrektor Akademickiego Centrum Komputerowego Cyfronet AGH w Krakowie (2004–2025), senator VI, VII, VIII, IX, X i XI kadencji.

## Życiorys

### Działalność naukowa
Syn Adama i Jadwigi. Ukończył w 1980 studia na Wydziale Elektrotechniki, Automatyki i Elektroniki Akademii Górniczo-Hutniczej w Krakowie. W 1987 został doktorem nauk technicznych (tytuł pracy doktorskiej: Analiza parametrów czasowych systemu mikroprocesorowego 8-bitowego do sterowania procesem dwustanowym w czasie rzeczywistym), w 1999 obronił habilitację na Politechnice Łódzkiej (Architektura potokowa specjalizowanych procesorów sprzętowych do wstępnego przetwarzania obrazów w systemach wizyjnych czasu rzeczywistego), w 2002 uzyskał tytuł profesora. W pracy naukowej zajmuje się informatyką i elektroniką, kierując w Katedrze Elektroniki AGH zespołem rekonfigurowalnych systemów obliczeniowych. W 2004 został dyrektorem Akademickiego Centrum Komputerowego Cyfronet AGH w Krakowie; funkcję tę pełnił do 2025.

### Działalność społeczna
W latach 1963–1979 brał udział w konkursie szopek krakowskich, uzyskując kilka nagród. Jego prace znalazły się w kolekcji Muzeum Historycznego Miasta Krakowa i były prezentowane na licznych wystawach krajowych i zagranicznych.
Instruktor harcerski, drużynowy i komendant Szczepu ZHP Kraków-Dąbie, początkowo w Hufcu ZHP Kraków-Grzegórzki, po reorganizacji w Hufcu ZHP Kraków-Śródmieście. Do odejścia z ZHP był komendantem tego hufca. W latach 80. zasiadał w Radzie Porozumienia KIHAM oraz w Radzie Naczelnej ZHP. Był współzałożycielem ZHP-1918, a także pierwszym przewodniczącym tej organizacji (w latach 1989–1990). W latach 2004–2006 pełnił funkcję przewodniczącego Związku Harcerstwa Rzeczypospolitej. W 2005 został kanclerzem Kapituły Krzyża Honorowego ZHR.
Pod koniec lat 90. zasiadał w międzyresortowych zespołach zajmujących się opracowaniem programu polityki prorodzinnej państwa oraz raportu o sytuacji polskich rodzin. W latach 1998–2001 był doradcą premiera Jerzego Buzka do spraw edukacji i wychowania, w latach 2001–2002 należał do Zespołu do Spraw Opracowania Programu Zapobiegania Niedostosowaniu Społecznemu i Przestępczości wśród Dzieci i Młodzieży, a także w Radzie do Spraw Przeciwdziałania Narkomanii. W latach 2004–2006 działał w radzie przy Rzeczniku Praw Dziecka. Od 2006 działał w konwencie na rzecz utworzenia Akademii Tarnowskiej, w 2016 został przewodniczącym konwentu Państwowej Wyższej Szkoły Zawodowej w Tarnowie, a w 2018 zastępcą przewodniczącego rady programowej Uniwersytetu Nauczania Społecznego Jana Pawła II w Tarnowie.

### Działalność polityczna
W 1997 bezskutecznie kandydował z listy Akcji Wyborczej Solidarność do Sejmu w okręgu warszawskim. W 2005 wszedł w skład honorowego komitetu poparcia Lecha Kaczyńskiego w wyborach prezydenckich.
W wyborach parlamentarnych w 2005 został wybrany na senatora VI kadencji z ramienia Prawa i Sprawiedliwości w okręgu tarnowskim. Przewodniczył Komisji Nauki, Edukacji i Sportu, zasiadał też w Komisji Spraw Emigracji i Łączności z Polakami za Granicą.
W wyborach parlamentarnych w 2007 z ramienia PiS uzyskał po raz drugi mandat senatora do Senatu VII kadencji, otrzymując 101 918 głosów. W 2011 z powodzeniem ubiegał się o reelekcję, w nowym okręgu jednomandatowym dostał 52 814 głosów. W 2015 został ponownie wybrany na senatora (zagłosowały na niego 91 164 osoby). W Senacie został m.in. przewodniczącym Komisji Nauki, Edukacji i Sportu.
W 2019 i 2023 ponownie uzyskiwał mandat senatora, zdobywając odpowiednio 98 317 głosów oraz 89 582 głosy.

## Odznaczenia
- Krzyż Komandorski z Gwiazdą Orderu Odrodzenia Polski (2025, nadany przez prezydenta RP Andrzeja Dudę)[12]
- Krzyż Kawalerski Orderu Odrodzenia Polski (1990, nadany przez prezydenta RP na uchodźstwie Ryszarda Kaczorowskiego)[13]
- Srebrny Krzyż Zasługi (1999)[14]
- Medal Komisji Edukacji Narodowej (2000)

## Publikacje
- Architektura potokowa specjalizowanych procesorów sprzętowych do wstępnego przetwarzania obrazów w systemach wizyjnych czasu rzeczywistego, Kraków, Uczelniane Wydawnictwa Naukowo-Dydaktyczne AGH 1998.
- Sprzętowe implementacje algorytmów przetwarzania obrazów w systemach wizyjnych czasu rzeczywistego, Wydawnictwa Naukowo-Dydaktyczne AGH, Kraków 2002.
- Akceleracja obliczeń w systemach wizyjnych, Wydawnictwa Naukowo-Techniczne, Warszawa 2003.